# Mollisia
Молізія (Mollisia) — рід грибів родини Dermateaceae. Назва вперше опублікована 1871 року.

## Опис
Вид живе сапрофітно на мертвій деревині або інших рослинних залишках.
В Україні зустрічаються:
- Mollisia amenticola[9]
- Mollisia cinerea[10]
- Mollisia ligni[11]
- Mollisia melaleuca[12]
- Mollisia rosae[13]

## Гелерея

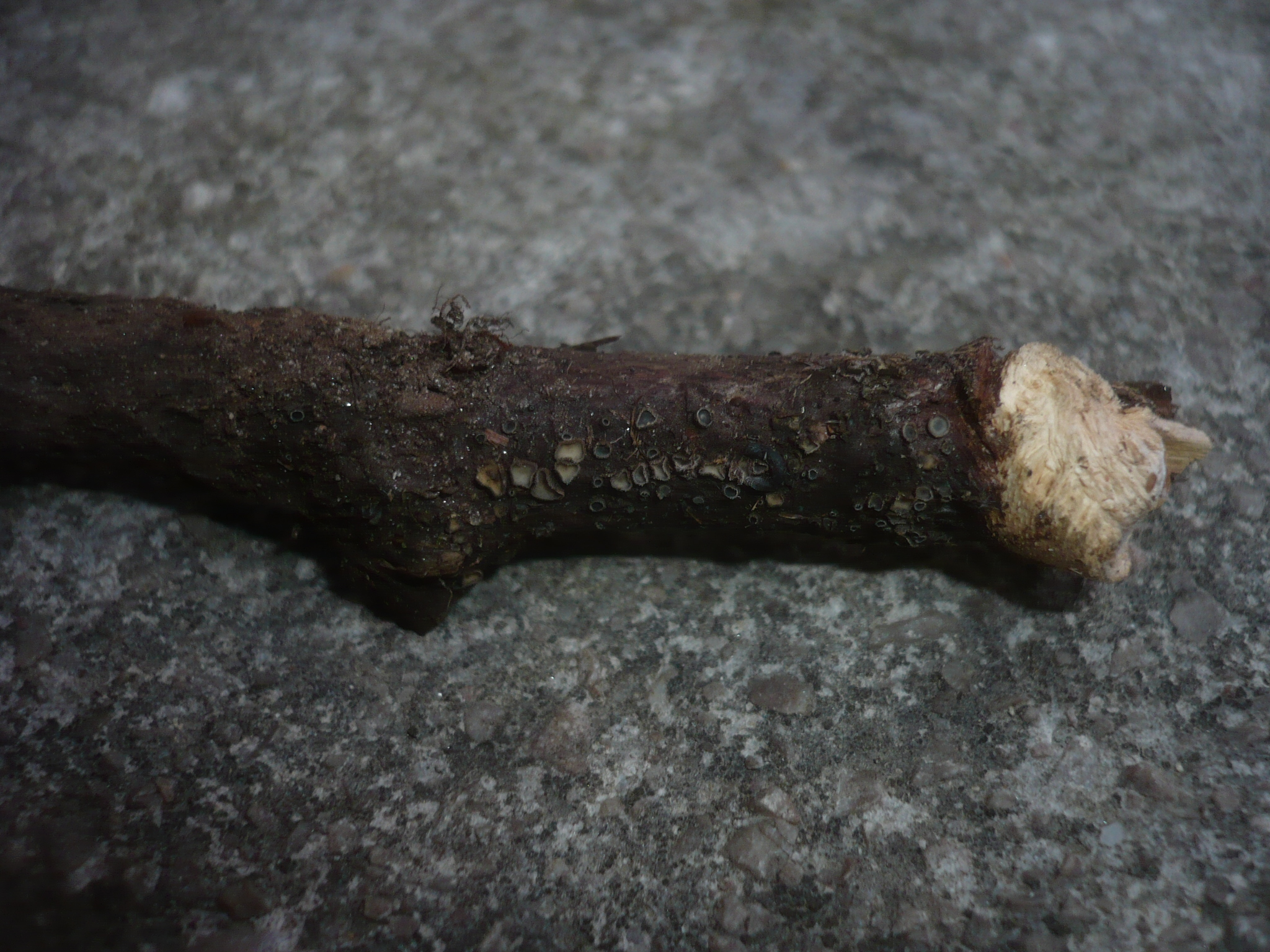
Mollisia rosae
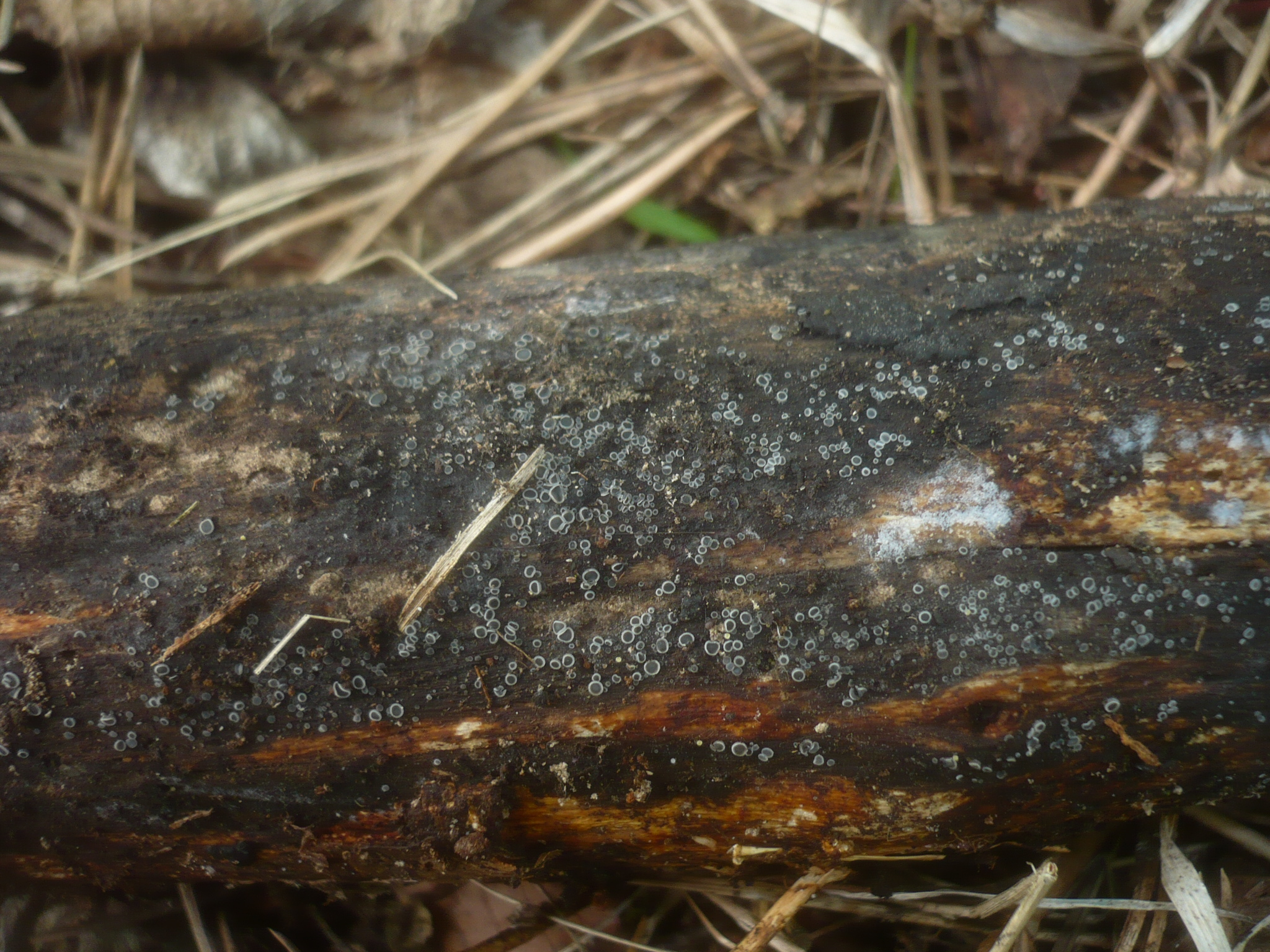
Mollisia lividofuscas
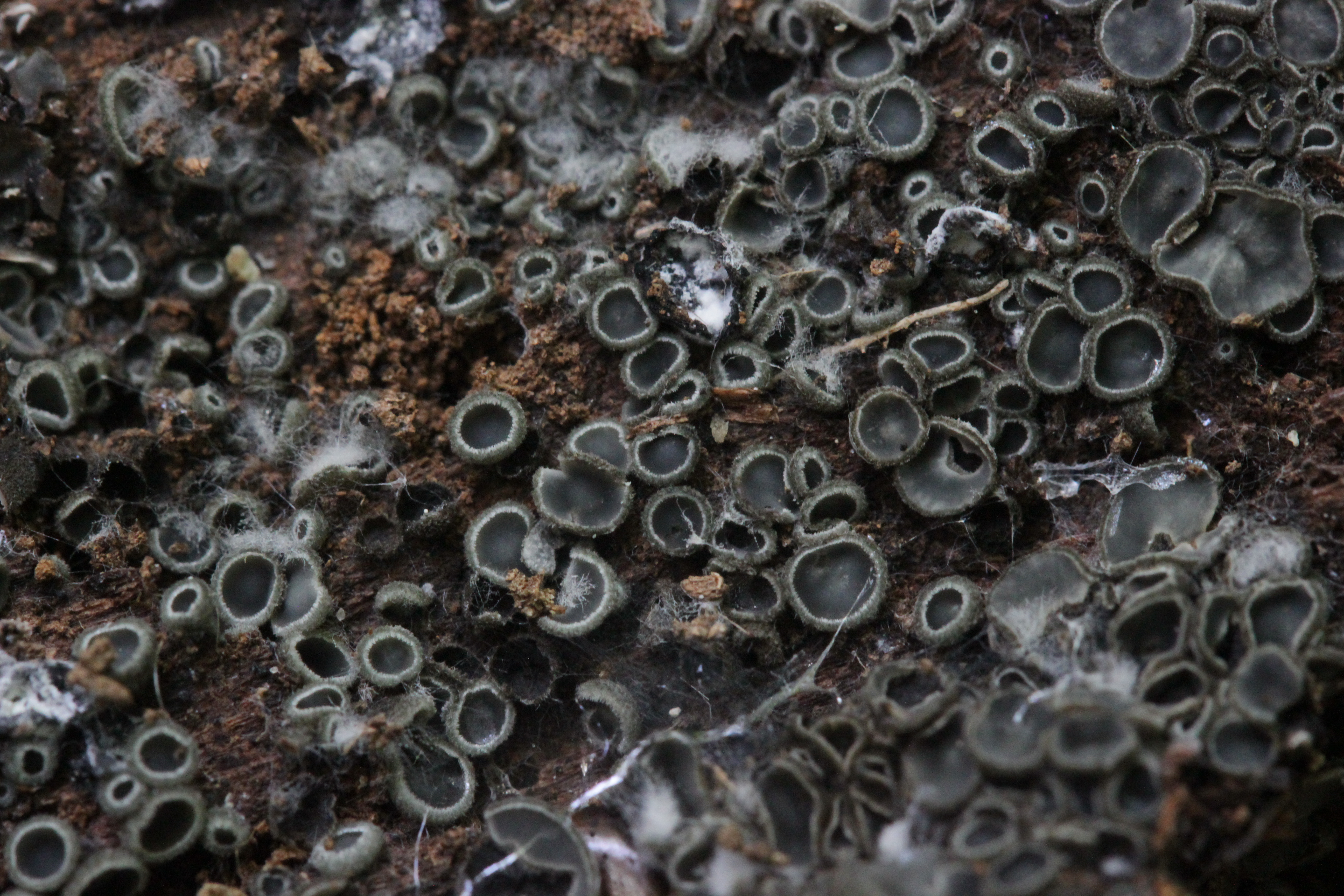
Molisia olivascens